# Anthony Sampson
Anthony Terrell Seward Sampson (* 3. August 1926 in Billingham, Durham; † 18. Dezember 2004 in Wardour, Wiltshire) war ein britischer Journalist und Schriftsteller.
Der Sohn eines Chemikers wuchs in Hampstead auf und ging zur Westminster School. Von 1944 bis 1947 diente er in der Royal Navy. Anschließend studierte er an der Christ Church in Oxford. Während des Studiums lernte er Jim Bailey kennen, den Sohn des Bergbaumagnaten Sir Abe Bailey. Jim trug an ihn das Projekt einer Zeitschrift für Schwarze in Südafrika heran, und Sampson sollte sie leiten. So kam er 1951 nach Johannesburg und arbeitete bei der Drum, einer Illustrierten für Alltagsgeschichten und Kultur, die der aufkeimenden Freiheitsbewegung gegen die Apartheid entgegenkam. 1956 kehrte er nach London zurück und schrieb sein erstes Buch, das 1956 veröffentlicht wurde.
In London arbeitete er im Stab des Herausgebers des Observer, David Astor. Er vertiefte sich in die britische Gesellschaft, interviewte zahlreiche Personen aus Politik, Wirtschaft und Gesellschaft. 1962 erschien seine erste große Veröffentlichung Anatomy of Britain, ein tiefer Einblick in die britische Klassengesellschaft der „Ledersessel, Teaktische und Spitznamen“. Fünf Neufassungen folgten von diesem Titel, 2004 unter dem Titel Who runs this place?. Polit- und Finanzmacht, befand er, „scheinen noch losgelöster vom Rest der Bevölkerung zu sein“.
Für den Observer beobachtete er den Niedergang von Richard Nixon in Washington, D.C. Er schrieb weitere Bücher – über die Ölindustrie, das Kartell der Fluggesellschaften, über Banken, Waffenhändler und den Konzern ITT. Sampson engagierte sich für die liberale Social Democratic Party. Auch der Kontakt zu Südafrika hielt an. Er galt als exzellenter Südafrikakenner und Freund Nelson Mandelas. Für seine Biografie über Mandela erhielt er 2000 den Alan Paton Award.
Er gab zahlreiche weitere wirtschaftliche und politische Publikationen heraus. Seine Bücher wurden in zwanzig Sprachen übersetzt, einige wurden zu Bestsellern.
Die letzten Jahre seines Lebens verbrachte Sampson mit seiner Frau, Sally in Westlondon und in Wiltshire. Noch im Frühjahr 2004 demonstrierte er gegen den Irak-Krieg. Jeden Samstag schrieb er eine Kolumne im Independent. Die letzte erschien an seinem Todestag.

## Werke
- 1956: Drum: A Venture Into The New Africa
- 1958: The Treason Cages
- 1960: Common Sense About Africa
- 1960: Wer regiert England? Anatomie einer Führungsschicht
- 1963: Anatomie De l'Angleterre
- 1965: Anatomy of Britain Today
- 1967: Macmillan. A Study in Ambiguity, ISBN 978-1-4482-1006-0.
- 1968: The new Europeans. A guide to the workings, institutions and character of contemporary Western Europe
- 1969: Die neuen Europäer. Männer und Mächte eines Kontinents
- 1971: The new anatomy of Britain
- 1973: Weltmacht ITT. Die politischen Geschäfte eines multinationalen Konzerns, Rowohlt Verlag, ISBN 3-498-06104-6.
- 1975: The Seven Sisters. The Great Oil Companies and the World They Made, ISBN 0-340-19427-8
- 1976:  Serpico, Viking Press. New York. ISBN 0-670-63498-0 (zusammen  mit Peter Maas)
- 1976: Die sieben Schwestern. Die Ölkonzerne und die Verwandlung der Welt
- 1977: The Arms Bazaar in the Nineties: From Krupp to Saddam,  ISBN 0-340-56385-0 (Neuauflage 1991)
- 1977: Die Waffenhändler. Von Krupp bis Lockheed. Die Geschichte eines tödlichen Geschäfts. Deutsch von Margaret Carroux, ISBN 3-498-06118-6
- 1979: Namibia: Auf Sand gebaut. In: Geo-Magazin. Hamburg 1979,3, S. 8–36.  Informativer Erlebnisbericht mit Karte: „Das letzte Mandat in Afrika zur Stunde Null: Nicht mehr Südwest, noch nicht Namibia“.   ISSN 0342-8311
- 1981: North-South : A Program for Survival (The Brandt Report). (ed) William K. Brandt, ISBN 0-262-52059-1
- 1982: Die Geldverleiher. Von der Macht der Banken und der Ohnmacht der Politik, ISBN 3-7632-2883-7
- 1982: The Changing Anatomy of Britain (When Anaytomy of Britain was first published in 1962 it immediately became established as the unique guide to the workings of British power, and essential reading for anyone who needed to understand who runs Britain. Twenty years later, Anthony Sampson has written a completely new Anatomy, with a deeper perspective.)
- 1984: The Money Lenders: Bankers and a World of Turmoil, ISBN 0-670-21106-0
- 1984: Empires of the Sky. The politics, contests and cartes of world airlines, ISBN 0-340-34931-X
- 1987: Weißes Geld und schwarzer Widerstand. Apartheid und Big Business, ISBN 3-499-12229-4
- 1988: The Oxford Book of Ages, ISBN 0-19-282244-6
- 1990: The Midas Touch: Understanding the Dynamic New Money Societies Around Us, ISBN 0-525-24891-9
- 1995: Company Man : The Rise and Fall of Corporate Life, ISBN 0-8129-2631-5
- 1996: Die Manager. Porträt einer Führungskaste, ISBN 3-455-11151-3
- 1999: Nelson Mandela. Die Biographie. DVA, München, ISBN 3-421-05193-3
- 2004: Who runs This Place? The Anatomy Of Britain In The 21st Century, ISBN 0-7195-6565-0